# Syndrome de l'incisive centrale maxillaire médiane unique
Le syndrome de l'incisive centrale maxillaire médiane unique est un syndrome malformatif complexe affectant le développement embryonnaire et débutant entre le 36e jour et le 38e jour de la conception. Il se traduit essentiellement par des anomalies de la ligne médiane.
Les incisives se développent et font leur éruption précisément au niveau de la ligne médiane de l'arcade dentaire maxillaire. Des malformations du nez sont fréquemment associées. La présence d'un syndrome de l'incisive centrale maxillaire médiane unique peut être le témoin d'une holoprosencéphalie.
Les autres signes cliniques sont : un retard intellectuel, des malformations cardiaques, des fentes labiales et palatines et moins fréquemment une microcéphalie, des caractéristiques faciales, des anomalies de tube digestif, des tumeurs cervicales, des anomalies génitales et rénales. Une petite taille est retrouvée dans la moitié des enfants.

## Sources
- (en) Roger K Hall, Solitary median maxillary central incisor (SMMCI) syndrome in Orphanet Journal of Rare Diseases 2006, 1:12 (9 April 2006)  doi:10.1186/1750-1172-1-12